# حركة أمل
حركة أمل هي حزب سياسي لبناني يرتبط بالطائفة الشِيعيّة في لبنان، تأسست عام 1974م على يد موسى الصدر تحت اسم حركة المحرومين. ازدادت شعبيّة الحركة خاصَّةً بعد حرب إسرائيل على جنوب لبنان في 1978م أو عملية الليطاني، كما أعطت الثورة الإسلامية في إيران زخمًا إضافيًا لها.
أُنشئ الجناح العسكري للحركة في 1975م والذي كان أحد أبرز أطراف الحرب الأهلية اللبنانية.
تحظى الحركة اليوم بكُتلة نيابيّة وازنة في مجلِس النواب، حيث ينتمي 16 نائبًا لكتلة التنمية والتحرير التابعة لها، ولها تحالف وثيق مع حزب الله والحزب التقدمي الاشتراكي.

## الأصول
في 1974، أعلن موسى الصدر بالتعاون مع حسين الحسيني تأسيس حركة المحرومين، بهدف إصلاح وتحسين النظام السياسي في لبنان. تعود فكرتها إلى سنوات ماضية وتحديدًا في عام 1969، عندما دعا الصدر إلى تحقيق المساواة بين جميع الأطراف اللبنانية، كي لا تحرم أي طائفة من حقوقها، فقد كانت الطائفة الشيعية آنذاك الأفقر بينها وتعرّضت لإهمال شديد من الحكومة اللبنانية بالإضافة إلى عدم تمثيلها في السياسة بشكل عادل.
على الرغم من تأثُّرها بالأفكار الإسلاميّة وارتباطها الثقافي والاجتماعي، إلا أنَّ الحركة كانت علمانية تسعى لتوحيد اللبنانيين كشعب واحد بغض النظر عن الانتماءات الطائفية والأفكار الأيديولوجية،  وهدفت لتحقيق العدالة الاجتماعية لكل المحرومين منهم. كدلالة على ذلك، كان الكاثوليكي رئيس الأساقفة غريغوار حدَّاد أحد مؤسسي الحركة. مع ذلك، معظم الأعضاء كانوا شيعة، وكانوا قوَّة حاسمة ضد العوائل الإقطاعية في الجنوب.

## تأسيس الحركة
أعلن موسى الصدر في مؤتمر صحفي عقده بتاريخ 6 يوليو 1975، إثر انفجار لغم أرضي وقع في معسكر تدريبي للطلائع الأولى من الذراع المقاوم لحركة المحرومين في قرية عين البنية، محافظة بعلبك الهرمل، قضاء بعلبك، ولادة أفواج المقاومة اللبنانية التي اختصرت ب «أمل». قتل في الانفجار أكثر من 35 شابًا. جاء الانفجار في وقت كان لبنان فيه مسرحًا لانفجارات مشابهة. وأصبح الحادث بمثابة معمودية النار للأفواج المنبثقة عن حركة المحرومين التي كان الصدر أسّسها في السابق. وكان أول مسؤول تنظيمي فيها الدكتور مصطفى تشمران الذي أصبح فيما بعد أول وزير دفاع لإيران بعد انتصار الثورة الإسلامية.
كان الدافع الرئيسي وراء تشكيل التشكيلات المسلحة للحركة بحسب موسى الصدر، أنّه يرى مطامع إسرائيل في جنوب لبنان، ما يتجاوز الحياة والأرض وأنها تريد أن توطِّن الفلسطينيين وتنهي قضيَّتهم. وهم في المقابل يحملون السلاح من أجل العودة إلى أرضهم. فتخوَّف من حدوث اجتياح إسرائيلي للبنان وتهجير أهله فقرر تأسيس التشكيلات هذه لصد الاعتداءات. فوق ذلك كانت الحرب الأهلية اللبنانية قد امتدت إلى أكثر من منطقة وكان الصدر يتخوف أن تمتد لتشمل كل لبنان، وبالتالي لن توفر الحماية لأي طائفة. وكانت قناعته أن الدولة أعجز من أن توفر الحماية لمواطنيها وأن الفرقاء المتصارعين سيتقاسمون مؤسساتها في ظل الخلل الفاضح في سياستها. عمل الصدر تحت هذه الظروف على الحفاظ على السرية في تأسيسه لحركة أمل، إلا أن وقوع الانفجار دفعه إلى الإعلان عن ولادة الحركة.
جاء إعلان ولادة الحركة رسميًا لقطع الطريق عن أي محاولات من أطراف أخرى لوأد المساعي التي بذلها الصدر لتنظيم العمل السياسي والعسكري للطائفة الشيعية في لبنان. وأيضًا بحسب الصدر وفاء لتضحيات اللبنانيين. رغم التأكيد على رفضه الانجرار إلى الحرب الأهلية.
ابتكر وصمَّم شعار حركة أمل الأوّل د.مصطفى تشمران سنة 1974 م.أما شعار حركة أمل الثَّاني من ابتكار السّيّد نزيه حسّون «ذو الفقار» سنة 1978 م. بعد اختفاء موسى الصَّدر، وصمَّم شعار حركة أمل الحالي في أوائل شهر نيسان للعام 1980م. الكاتب الفنّان التّشكيلي اللبناني حسين أحمد سليم من قرية النّبي رشادة غربي بعلبك. والشّعار يتضمن كلمات بلفظ الجلالة وشهادتي التّوحيد وجميع محارف الأبجديّة العربيّة والأرقام الهنديّة والعربيّة ومحارف الأبجديّة الأجنبيّة وأطوار القمر ورموز ومصطلحات أخرى.
صمَّم راية حركة أمل الفنّان التّشكيلي اللبناني رفيق شرف.

## ميثاق حركة أمل
تم تدقيق هذا الميثاق من قبل الهيئة التنفيذية للحركة. (المصدر: موقع حركة أمل)
إن حركة المحرومين (أمل) في لبنان تمتد جذورها عبر الزمن مع وجود الإنسان منذ أن كان. إنها طموحة نحو حياة أفضل، تدفعه للتصدي لكل ما يفسد عليه حياته أو يجمد مواهبه أو يهدد مستقبله لذلك فإنها حركة الإنسان العامة في التاريخ، قادها الأنبياء والأولياء والمصلحون ودفعها المجاهدون، وأغناها الشهداء الخالدون، وهذا الترابط العميق عبر التاريخ، والمواكبة الشاملة في أنحاء العالم، وهذه التجربة المعاشة للإنسان، وكل إنسان، تعزز حركة ألمحرومين (أمل) في لبنان وتنير طريقها وتضمن استمرارها ونجاحها وعندما نحاول رسم معالم حركة المحرومين (أمل) في لبنان، بما للبنان من أبعاد حضارية، وبما لهذه الفترة الزمنية الحافلة بالأحداث، وما لهذه المنطقة التي بدأت تدخل مجدداً في التاريخ من بابه الواسع من تفاعلات وعندما نحاول أن نرسم معالم هذه الحركة نجد الأبعاد التالية:
- المبدأ الأول: إن هذه الحركة تنطلق من الإيمان بالله بمـعناه الحـقيقي لا بـمفهومه التجريدي فإنه الأساس لكافة نشاطاتنا الحياتية ولعلاقاتنا الإنسانية وهو الذي يجـدد عزيمتنا باستمرار وثقتنا ويزيد طموحنا ويصون سلوكنا كما وأنها تعتمد على أسـاس الإيمان بالإنسان، بوجوده، بحريته وبكرامته. والحـقيقة أن الإيمان بالإنـسان هو البعد الأرضـي للإيمان بالله، بعد لا يمكن فـصله عن البـعد السمـاوي واليـنابيع الأصلية للأديان تؤكد ذلك بإصرار.
- المبدأ الثاني: أما تراثنا العظيم في لبنان وفي الشرق كله الحافل بالتجارب الإنسانية الناجحة المشرق بالبطولات والتضحيات والزاخر بالحضارات والقيم فهو الذي يرسم الخطوط التفصيلية للطريق ويؤكد أصالتنا ويعطي سببًا واضحًا لوجودنا وسندًا قاطعًا لمشاركتنا الحضارية وبنفس الوقت فإن الاستفادة من التجارب في أقطار الأرض مع الاحتفاظ بالأصالة دليل رغبتنا الأكيدة إلى الكمال والتقدم وقناعتنا بوحدة العائلة البشرية وتفاعلها.
- المبدأ الثالث: إن حركة المحرومين أمل انطلاقًا من هذه المبادئ تؤمن بالحرية الكاملة للمواطن وتحارب دون هوادة كافة أنواع الظلم من استبداد وإقطاع وتسلط وتصنيف المواطنين وتعتبر أن نظام الطائفية السياسية في لبنان لم يعط ثماره وهو الآن يمنع التطور السياسي ويجمد المؤسسات الوطنية ويصنف المواطنين ويزعزع الوحدة الوطنية.
- المبدأ الرابع: وترفض الحركة الظلم الاقتصادي وأسبابه من احتكار واستثمار الإنسان لأخيه الإنسان وتحول المواطن إلى المستهلك والمجتمع إلى تجمع المستهلكين وحصر النشاطات الاقتصادية في أعمال الربا والتحول إلى سوق للإنتاج العالمي وتعتقد الحركة أن توفير الفرص لجميع المواطنين هو أبسط حقوقهم في الوطن وأن العدالة الاجتماعية الشاملة هي أولى واجبات الدولة
- المبدأ الخامس: إن حركة المحرومين هي حركة وطنية تتمسك بالسيادة الوطنية وسلامة أراضي الوطن وتحارب الاستعمار والاعتداءات والمطامع التي يتعرض لها لبنان والحركة هذه تعتبر أن التمسك بالسيادة بالمصالح القومية وتحرير الأرض العربية وحرية أبناء الأمة هي من صميم التزاماتها الوطنية لا تنفصل عنها وغنيُ عن القول أن صيانة لبنان الجنوبي والدفاع عن تنميته هو جوهر الوطنية وأساسها حيث لا يمكن بقاء الوطن بدون الجنوب ولا تصور المواطنية الحقة بدون الوفاء للجنوب.
- المبدأ السادس: فلسطين، الأرض المقدسة، التي تعرضت ولم تزل لجميع أنواع الظلم هي في صلب حركتنا وعقلها وأن السعي لتحريرها أولى واجباتنا وأن الوقوف إلى جانب شعبها وصيانة مقاومته والتلاحم معها شرف الحركة وإيمانها سيما وأن الصهيونية تشكل الخطر الفعلي والمستقبلي على لبنان وعلى القيم التي نؤمن بها وعلى الإنسانية جمعاء وإنها ترى في لبنان بتعايش الطوائف فيه تحدياً دائماً لها ومنافساً قوياً لكيانها.
- المبدأ السابع: إن هذه الحركة لا تصنف المواطنين ولا ترفض التعاون مع الأفراد أو الفئات الشريفة التي ترغب في بناء لبنان أفضل إنها ليست حركة طائفية ولا عمل خيرياً ولا موعظة ونصحاً ولا تهدف إلى تحقيق مكاسب فئوية إنها حركة المحرومين جميعاً إتها تتبنى الحاجات وتنظر إلى حرمان المواطنين وتدرس الحلول وتتحرك فوراً لأجلها وتناضل إلى جانب المحرومين إلى النهاية لذلك فإنها تعتقد أنها حركة اللبنانيين الشرفاء جميعاً أولئك الذين يخسون بالحرمان في حاضرهم وأولئك الذين يشعرون بالقلق على مستقبلهم

## شروط العضوية في حركة أمل

علم أفواج المقاومة اللبنانية - أمل

إن العضو في حركة أمل هو من يتوفر لديه الشروط التالية:
- الإيمان بميثاق الحركة والعمل على تنفيذ مبادئها والتحلي بالانضباطية لجهة احترام القيادة وتنفيذ قراراتها.
- أن يكون بالغاً وراشدًا.
- أن لا يكون منتميًا إلى أي حزب أو تنظيم أو قوة سياسية غيرها، أما إذا كان الراغب منتمياً إلى حزب سياسي أو أي قوة تنظيمية وأوقف نشاطه فيجب إثبات انسحابه من الحزب بواسطة الممارسة العملية والفعالة للقواعد والأسس المبدئية للحركة كما يجب تجاوزه مرحلة الاختبار لمدة 6 أشهر.
- أن ينصهر قلبًا وقالبًا بمبادئ الحركة وأهدافها وأن يكون مثالاً لهذه المبادئ والأهداف أمام الشعب.
- أن يكون مدربًا عندما يكون سليم الجسم.
- أن يتحلى بالصفات الخلقية والتربوية والاجتماعية اللائقة.
- أن يقسم اليمين الحركي، أمام القائد أو من يفوضه القائد.
- أن يوافق على عضويته، المكتب التنظيمي ويسجل اسمه في سجل هذا المكتب بعد تقديم طلب خطي موقع منه.

نص القسم:
<<أقسم بالله العظيم أنني مؤمن بما ورد في ميثاق حركة أمل الذي اطلعت عليه وأنني أعمل بجميع طاقاتي لتحقيقه وفقًا لما يقرّه تنظيم الحركة وأن أقوم بخدمة التنظيم مفضلًا مصلحته على منافعي الذاتية معتبرًا أعضائه إخوتي محتفظًا بما أعلم عنه وديعة لا أبوح بها إلا للتنفيذ وأن أكون نموذجًا صالحًا في سلوكي الخاص وفي تضحياتي وجهدي وفي التزامي بالقيم ومحبتي للناس، إنني أقسم بالله على ذلك وأشهده وأنبيائه والأولياء والشهداء والصالحين على ما أقول>>

## إعلان المقاومة اللبنانية
مع تمدّد وتوسّع انتشار الحركة بشكل كبير في المناطق اللبنانية اصطدم عناصر الحركة ببعض الأطراف والأحزاب الفلسطينية واللبنانية وخصوصًا مع حزب البعث العراقي الذي حاول التضييق على تحركات الحركيين، وتطور الأمر إلى وقوع اشتباكات عنيفة في الجنوب وضواحي بيروت كما حصل حول جريدة بيروت التابعة للبعث العراقي والكائنة في منطقة الشياح حيث استطاع مقاتلو الحركة السيطرة عليها بالكامل وبالتالي نجحت الحركة في حماية مناطق تواجدها.
وفيما كانت الحركة في طور إعداد نفسها حدث أن انقلبت الأوضاع رأسًا على عقب إثر الغزو الإسرائيلي الواسع للبنان عام 1982 فاستنفرت الحركة مقاتليها في الجنوب وبيروت والبقاع وخاض مجاهدوها أشرس المعارك ضد قوات الاحتلال لا سيما في منطقة خلدة عند مدخل العاصمة بيروت، واستبسلوا في المقاومة بعد أن حاولت وحدات من النخبة في الجيش الإسرائيلي تنفيذ عملية إنزال بحرية على شاطئ خلدة فتصدوا لتلك المحاولة واستطاعوا قتل وجرح عدد من الضباط والجنود العدو الإسرائيليين بينهم نائب رئيس الأركان قائد الهجوم، وتمكنوا من الاستيلاء على عدد من الآليات والقطع العسكرية تركها الجيش الإسرائيلي في أرض المعركة.
شكّلت مواجهات خلدة نقطة تحول أساسية في تاريخ الحركة ومقاومتها، وهز مشهد استيلاء عناصر الحركة على الغنائم العسكرية الإسرائيلية الرأي العام اللبناني والعربي كمشهد فريد من نوعه وغير مسبوق في المواجهات والحروب العربية السابقة مع إسرائيل.
وكانت النقطة الفاصلة في مصير لبنان عندما أطلق نبيه بري المشروع الاستشهادي في وقت كان لبنان يشهد معارك أهلية، وخاضت المقاومة عدة معارك ومواجهات وعمليات وقدمت الآلاف من الشهداء الذين سقطوا في عمليات نوعية وفي مواجهات مباشرة وخلال مجازر ارتكبها الجيش الإسرائيلي وكذلك في غتيالات على أيدي العملاء.
مع دخول جيش الاحتلال الإسرائيلي إلى بيروت وخروج منظمة التحرير الفلسطينية منها وما رافق ذلك من أجواء متوترة ومشحونة في البلاد إثر تشتت أحزاب الحركة الوطنية وحال الضياع التي سيطرت على الجميع عقب انتخاب أمين الجميل رئيساً للجمهورية اللبنانية، راح نبيه بري يعمل في كل الاتجاهات في محاولة لإعادة استنهاض الحركة والقوى الحزبية وظل على اتصال دائم بعدد واسع من الشخصيات في مقدمهم رشيد كرامي وسليم الحص ووليد جنبلاط وغيرهم من قادة الأحزاب كما كثّف اتصالاته مع القيادة السورية وعلى رأسها الرئيس حافظ الأسد وتوثّقت علاقته به إلى حد بعيد.
راقبت الحركة بكثير من الحذر بدايات عهد الرئيس أمين الجميل وسياساته ولم يوفر رئيس الحركة فرصة إلا وكان يطلق فيها موقف أو تصريح ينتقد فيه الممارسات والقرارات الحكومية؛ لكن مع شروع الرئيس أمين الجميل في مفاوضات مع الإسرائيليين عام 1983 أعلنت الحركة معارضتها الشديدة لهذه المفاوضات وبدأت بالتحرك على الأرض لكن الحكم اللبناني لم يأبه لكل الاعتراضات وواصل مفاوضاته التي نتج عنها اتفاق 17 أيار وهنا ثارت الحركة وقررت إسقاط الاتفاق بكل الوسائل.
لم يكتف نبيه بري بإطلاق المواقف الصارخة ضد إسرائيل واتفاق 17 أيار بل راح يخطط ويفكر مع مسؤولي الحركة الميدانيين في الجنوب في كيفية تنظيم مجموعات مدربة لمقاومة الاحتلال الإسرائيلي والتأسيس لحالة مواجهة دائمة مع العدو من خلال التعبئة وحث الناس والجماهير على المقاومة والصمود.
في منتصف العام 1983 عقدت الحركة مؤتمرها العام الخامس وفاز نبيه بري بالتزكية وإجماع أعضاء المؤتمر رئيساً لحركة أمل بعد أن جرى إقرار صيغة تنظيمية جديدة لهيكلية الحركة وانتخب العقيد المتقاعد عاكف حيدر نائبا للرئيس ورئيساً للمكتب السياسي وحسن هاشم رئيساً للهيئة التنفيذية.
انطلق مقاتلوا الحركة في خوض عمليات واسعة ضد جنود الاحتلال أينما كان في قرى الجنوب التي تحولت إلى قرى مواجهة حتى أصبح في كل قرية حكاية مع بطولات المقاومة ضد الإسرائيليين فالتفت الناس كل الناس حول الحركة أطفال وشيوخ ونساء راحوا يدافعون ويقدمون أغلى ما لديهم فداء للحركة التي سطر مجاهدوها أروع البطولات ضد الاحتلال.
دخل لبنان تاريخ وعصر جديد بعد انتفاضة السادس من شباط عام 1984 التي غيّرت مجرى الأحداث وقلبت موازين القوى رأسا فزلزال الانتفاضة شكّل صدمة كبيرة وعنيفة لحكم الرئيس أمين الجميل الذي كان قد بدأ بالتصدع والتفكك نتيجة المقاطعة السياسية والشعبية له خصوصا من الأطراف والقِوى الوطنية والإسلامية تحديدا فدخلت البلاد في أخطر المراحل بعد الانقسام السياسي والعسكري فتسارعت الوساطات والاتصالات الداخلية والخارجية لإنقاذ الموقف ومنع انهيار البلاد/ ونجحت المساعي بالتالي في حمل الأطراف المتصارعة للذهاب إلى مؤتمر لوزان الذي شارك فيه أقطاب السياسية والحرب في لبنان وحضره عصبا الانتفاضة نبيه بري ووليد جنبلاط بعد أن استطاعا إسقاط اتفاق 17 أيار وإرغام الرئيس أمين الجميل التراجع عنه وشكل مؤتمر لوزان نقطة تحول هامة وبداية علاقة بين المعارضة والحكم برئاسة أمين الجميل أدّت فيما بعد وتحديدا في نيسان من العام 1984 إلى مشاركة رئيس الحركة نبيه بري كوزير في حكومة الوحدة الوطنية التي شكّلها الرئيس رشيد كرامي وكانت المرة الأولى التي يتولى فيها نبيه بري منصب رسمي رفيع في الدولة اللبنانية.
وفّرت انتفاضة 6 شباط أرضية وقاعدة خلفية صلبة وقوية لدعم المقاومة ضد الإحتلال الإسرائيلي فعملت حركة أمل ليل نهار على توفير المستلزمات العسكرية الضرورية لمقاوميها في الجنوب الذي كان يشهد غليانا وتصاعداً واسعاً للعمليات والمواجهات ضد الجنود الإسرائيليين وتحولت الحركة إلى رأس حربة للمقاومة وقدمت الشهيد تلو الشهيد بعدما أربكت حركة الإسرائيليين وكبّدتهم خسائر فادحة وأمام كل هذا لجأت قوات الاحتلال إلى استخدام إسلوب المجازر والاغتيالات وتصفية مسئولي المقاومة وعناصرها البارزة كما حصل مع المقاوم الحركي مرشد نحاس الذي اغتالته وحدة من المخابرات الإسرائيلية في بلدته بدياس عام 1984 ونتيجة للعمليات الوحشية الإسرائيلية اندفع الجنوبيون للمواجهة بصدورهم العارية لكسر القبضة الحديدية التي فرضتها إسرائيل على بعض القرى والبلدات الجنوبية فأقدم المقاتل الحركي الشاب بلال فحص على تفجير نفسه بدورية عسكرية إسرائيلية في منطقة الزهراني في 16 حزيران من العام 1984 ليكون أول استشهادي لبناني يشق الدرب أمام استشهاديين آخرين ويصبح رمزاً لكل المقاومين الأبطال.
لم يهدأ مجاهدو الحركة فبعد عملية بلال فحص انتفض الجنوب كله وكانت العملية الاستشهادية الثانية للمجاهد الحركي حسن قصير الذي اقتحم بسيارته قافلة عسكرية إسرائيلية على طريق البرج الشمالي في صور بالقرب من مؤسسة جبل عامل المهنية فسقط عشرات القتلى والجرحى من الإسرائيليين الذين ذهلوا من الضربات المتتالية التي شكلت منعطفاً أساسيا في المواجهة ضد الإسرائيليين.
تزلزلت الأرض تحت أقدام الإسرائيليين نتيجة ضربات المقاومة الشديدة وكان المقاومان محمد سعد وخليل جرادي أثنائها المحركان الميدانيان لجميع عمليات الحركة والمطاردان من قبل قوات الاحتلال التي شنت أوسع عمليات دهم للقرى والبلدات في محاولة للبحث عنهما واعتقالهما ولمّا عجز جنود العدو عن ذلك أوكل الأمر إلى المخابرات الإسرائيلية التي جندت كل طاقاتها وإمكانياتها للقضاء عليهما فاستطاعت بمعاونة عدد من عملائها في الجنوب من تدبير عملية تفجير ضخمة لحسينية بلدة معركة في 4 آذار من العام 1985 وكان محمد سعد وخليل جرادي بداخلها فوقعت مجزرة كبيرة استشهد فيها قائدا الحركة والعديد من أبناء البلدة فثار الجنوب كله لاغتيال البطلان محمد سعد وخليل جرادي.
هبّ الجنوب كله في وجه الإسرائيليين واستطاع مقاومو الحركة من تنفيذ سلسلة من العمليات الجريئة والبطولية كما حصل في بلدة دير قانون حين اقتحمت مجموعة من المقاومين على رأسهم القيادي الحركي البارز داوود داوود موقعا عسكريا إسرائيليا ضخما وحرّرته لساعات عدة ورفعت أعلام الحركة فوقه ونتيجة تلك الضربات والخسائر الجسيمة التي تكبّدتها اضطرت قوات الاحتلال عام 1985 على الانسحاب من قرى صيدا وصور والنبطية بشكل تدريجي فحققت الحركة نصراً كبيراً فالتفت الجماهير حولها وتحول رئيسها نبيه بري إلى رمز وقائد للمقاومة فامتلك شعبية هائلة قل نظيرها في لبنان حتى ذاع صيته خارج لبنان وبات محط الأنظار وراحت وسائل الإعلام اللبنانية والعربية والعالمية تتسابق لنقل أخباره وأخبار الحركة.
خلال الفترة بين أيار 1985 ويوليو 1988، خاضت حركة أمل ما سُمّي بـحرب المخيمات ضد الفصائل الفلسطينية وعلى رأسها حركة فتح بقيادة ياسر عرفات والمتحالفين معها ومن بينهم حركة المرابطون اللبنانية. وفي الجهة المقابلة كانت أمل مع الجيش السوري وحلفائه. وقد أكملت هذه الحرب ما بدأته إسرائيل بخصوص إشعاف المقاومة الفلسطينية في لبنان حيث أجبر الفلسطينيون إلى الانسحاب إلى الجنوب وعاشت المخيمات أوضاعا اجتماعية مزرية.

## العلاقة مع الفلسطينيين
بعد الانسحاب الإسرائيلي الأول عام 1985 أراد الفلسطينيون إعادة الوضع إلى ما كان عليه سابقا من وجود مسلح على أرض لبنان فحدث الاصطدام مع حركة أمل، وسميت تلك المواجهات بحرب المخيمات.

## عهد ما بعد الطائف
وافقت الحركة على اتفاق الطائف وانخرطت في الحياة السياسية اللبنانية وتولّى رئيسها نبيه بري رئاسة مجلس النواب اللبناني كما ساهمت بشكل كبير في عملية إنماء الجنوب وإعماره. كما كان لكشافة الرسالة الإسلامية حضورًا متزايدًا في أوساط الناشئة وأدت أدوارًا كبيرة في سلسلة الاعتداءات الإسرائيلية على لبنان. بالتوازي مع ذلك حافظت الحركة على سلاحها المقاوم وشاركت في العمليات إلى جانب حزب الله وخاضت العديد من المواجهات أبرزها عمليات وادي الحجير ووادي السلوقي كما استشهد العديد من قياداتها أبرزهم نعمة حيدر عام 1994 وحسام الأمين اللذين اغتالتهما إسرائيل في عمليّات تفجير وقصف جوّي.
و في العام 1997 ساهمت الحركة في التصدي للإنزال الإسرائيلي في بلدة أنصارية واقتحم شاب من عناصرها يدعى هشام فحص طرادًا عسكريًا إسرائيليًا في عرض البحر.

### الأنشطة السياسية
حركة أمل تشارك بشكل فعّال في الحياة السياسية اللبنانية، حيث تمثل كتلة برلمانية مهمة ولها تأثير كبير في تشكيل الحكومات اللبنانية. على الرغم من وجود خلافات سياسية مع حزب الله في بعض الأحيان، إلا أن كلا الحركتين تتعاونان في قضايا استراتيجية هامة مثل تمثيل الطائفة الشيعية في الدولة اللبنانية. حزب الله، من جهة أخرى، يعتبر نفسه حركة مقاومة إسلامية وله جناح مسلح، ما يجعله أكثر انخراطًا في السياسة العسكرية والتهديدات الأمنية ضد إسرائيل. في حين أن حركة أمل تنشط سياسيًا داخل الدولة اللبنانية وتعمل على تعزيز الاستقرار الداخلي.
خلال عام 2025، وعلى خلفية مساعي نزع سلاح حزب الله، برز تباين إضافي بين حركة أمل وحزب الله، ففي حين أصرّ حزب الله على البقاء مسلّحًا ورفض المشاركة، فضّلت حركة أمل بقيادة نبيه بري تجنّب العمل المسلّح والتركيز على إعادة إعمار الدولة والتعاون مع مؤسساتها، انطلاقًا من قناعة بأن لبنان لن يتمكّن من النهوض ما دام السلاح غير محصور بيد الدولة وحدها، وما دامت هناك إدارة تشبه "الدويلة داخل الدولة".

## وصلات خارجية
- شبكة حركة أمل الثقافية
- شبكة امل القرانية
- العواصف
- شبكة حركة أمل الثقافية
- موقع ومنتدى افواج أمل